# 마리사 보디
마리사 보디(Marissa Bode, 2000년 8월 28일 ~ )는 미국의 배우이다.

## 작품 목록
- 위키드 (2024) - 네사로즈 스롭 역